# Chlorotettix undatus
Chlorotettix undatus är en insektsart som beskrevs av Delong 1945. Chlorotettix undatus ingår i släktet Chlorotettix och familjen dvärgstritar. Inga underarter finns listade i Catalogue of Life.